# Sweeney Todd (musical)
Sweeney Todd: Demoniczny Golibroda z Fleet Street – musical (thriller muzyczny) z muzyką i tekstami piosenek autorstwa Stephena Sondheima oraz librettem autorstwa Hugh Wheelera. Musical powstał na podstawie sztuki teatralnej pod tym samym tytułem, z 1973 roku, autorstwa Christophera Bonda. Premiera Sweeney Todd miała miejsce w 1979 roku na Broadwayu. Musical zdobył wiele nagród – w tym nagrodę Tony, w kategorii najlepszego musicalu.
Umiejscowiony w XIX-wiecznej Anglii, musical opowiada o tytułowym golibrodzie, który po 15 latach wygnania powraca do ojczyzny, by zemścić się na skorumpowanym sędzi Turpinie. Jego wspólniczką staje się pani Lovett, która prowadzi sklep z pasztecikami mięsnymi.

## Utwory w oryginalnej produkcji broadwayowskiej
| Prolog - "Organ Prelude" – Instrumental - "The Ballad of Sweeney Todd" – Zespół, Sweeney Todd Akt I - "No Place Like London" – Anthony, Todd, Żebraczka - "The Barber and His Wife" – Todd - "The Worst Pies in London" – Mrs. Lovett - "The Barber and His Wife (Reprise)/Poor Thing" – Mrs. Lovett - "My Friends" – Todd i Mrs. Lovett - "The Ballad of Sweeney Todd (Reprise 1)" – Zespół - "Green Finch and Linnet Bird" – Johanna - "Ah, Miss/Green Finch and Linnet Bird (Reprise)" – Anthony, Johanna, Żebraczka - "Johanna" – Anthony - "Pirelli's Miracle Elixir" – Tobias, Todd, Mrs. Lovett, Zespół - "The Contest" – Pirelli - "Tooth-Pulling Scene" – Pirelli - "The Ballad of Sweeney Todd (Reprise 2)" – Zespół - "Johanna (Mea Culpa)" – Sędzia Turpin - "Wait" – Mrs. Lovett - "Pirelli's Death" – Pirelli - "The Ballad of Sweeney Todd (Reprise 3)" – Trzech tenorów - "Kiss Me" – Johanna, Anthony - "Ladies in their Sensitivities" – Beadle, Sędzia Turpin - "Kiss Me (Quartet)" – Johanna, Anthony, Beadle, Sędzia Turpin - "Pretty Women" – Todd i Sędzia Turpin - "Epiphany" – Todd - "A Little Priest" – Mrs. Lovett i Todd | Akt II - "God, that's Good!" – Tobias, Mrs. Lovett, Todd i Zespół - "Johanna (Quartet)" – Anthony, Todd, Żebraczka, Johanna - "By the Sea" – Mrs. Lovett i Todd - "Wigmaker Sequence" – Todd i Anthony - "The Ballad of Sweeney Todd (Reprise 4)" – Zespół - "The Letter" – Quintet i Todd - "Not While I'm Around" – Tobias i Mrs. Lovett - "Parlor Songs": - "Sweet Polly Plunkett" – Beadle - "The Tower of Bray" – Beadle, Mrs. Lovett, Tobias - "Sweet Polly Plunkett (Reprise)" – Mrs. Lovett - "The Ballad of Sweeney Todd (Reprise 5)" – Zespół, Wariaci - "Final Sequence": - "City on Fire" / "Searching" – Wariaci, Johanna i Żebraczka / Mrs. Lovett and Todd - "Ah, Miss (Reprise)" – Anthony i Johanna - "Beggar Woman's Lullaby" – Żebraczka - "Pretty Women (Reprise)" – Todd i Sędzia Turpin - "The Ballad of Sweeney Todd (Reprise 6)" – Zespół - "Final Scene (zawiera repryzy utworów Poor Thing, A Little Priest, By the Sea oraz The Barber and His Wife)" – Mrs. Lovett i Todd Epilog - "The Ballad of Sweeney Todd (Reprise 7 – Finale)" – Wszyscy |

## Utwory w wersji polskiej
| Prolog - Preludium organowe – Instrumental - Sweeney Todd – Ballada 1 – Zespół, Sweeney Todd Akt I - Nie ma jak Londyn – Antoni, Todd, Żebraczka - Raz golibroda żonę miał – Todd - Najgorsze paszteciki w Londynie – Pani Lovett - Raz golibroda żonę miał – repryza/Biedna mała – Pani Lovett - Druhny tu mam – Todd i Pani Lovett - Sweeney Todd – Ballada 2 – Zespół - Gil, zięba, szczygieł, kos – Joanna - Och Miss/Gil, zięba, szczygieł, kos – repryza – Antoni, Joanna, Żebraczka - Joanna – Antoni - Cudowny eliksir pana Pirelliego – Tobiasz, Todd, Mrs. Lovett, Zespół - Konkurs cz.1 – Pirelli - Konkurs cz.2 – Pirelli - Sweeney Todd – Ballada 3 – Zespół - Joanna (Mea Culpa) – Sędzia Turpin - Nie spiesz się – Pani Lovett - Śmierć pana Pirelliego – Pirelli - Sweeney Todd – Ballada 4 – Trzech tenorów - Całuj – Johanna, Anthony - Damy, kiedy w czuły wejdą wiek – Beadle, Sędzia Turpin - Całuj (Kwartet) – Johanna, Anthony, Beadle, Sędzia Turpin - Piękne panie – Todd i Sędzia Turpin - Objawienie – Todd - Księdza kęs – Pani Lovett i Todd | Akt II - Co za smak! – Tobiasz, Pani Lovett, Todd i Zespół - Joanna (Kwartet) – Antoni, Todd, Żebraczka i Joanna - Wspólny dom – Pani Lovett i Todd - Misja perukarza – Todd i Antoni - Sweeney Todd – Ballada 5 – Zespół - List do sędziego – Kwintet i Todd - Póki jestem tu – Tobiasz i Pani Lovett - Piosenki salonowe: - Gdy piękna Polly – Beadle - Gdy dzwoni dzwon – Beadle, Mrs. Lovett, Tobias - Gdy piękna Polly – repryza – Mrs. Lovett - Sweeney Todd – Ballada 6 – Zespół, Wariaci - Sekwencja finałowa - Miasto w płomieniach / Poszukiwania – Wariaci, Joanna i Żebraczka / Pani Lovett i Todd - Och Miss – repryza – Antoni i Joanna - Kołysanka żebraczki – Żebraczka - Piękne panie – repryza – Todd i Sędzia Turpin - Sweeney Todd – Ballada 7 – Zespół - Scena finałowa (zawiera repryzy utworów Biedna mała, Księdza kęs, Wspólny dom oraz Raz golibroda żonę miał) – Pani Lovett i Todd Epilog - Sweeney Todd – Ballada 8 – Zespół |